# Full City

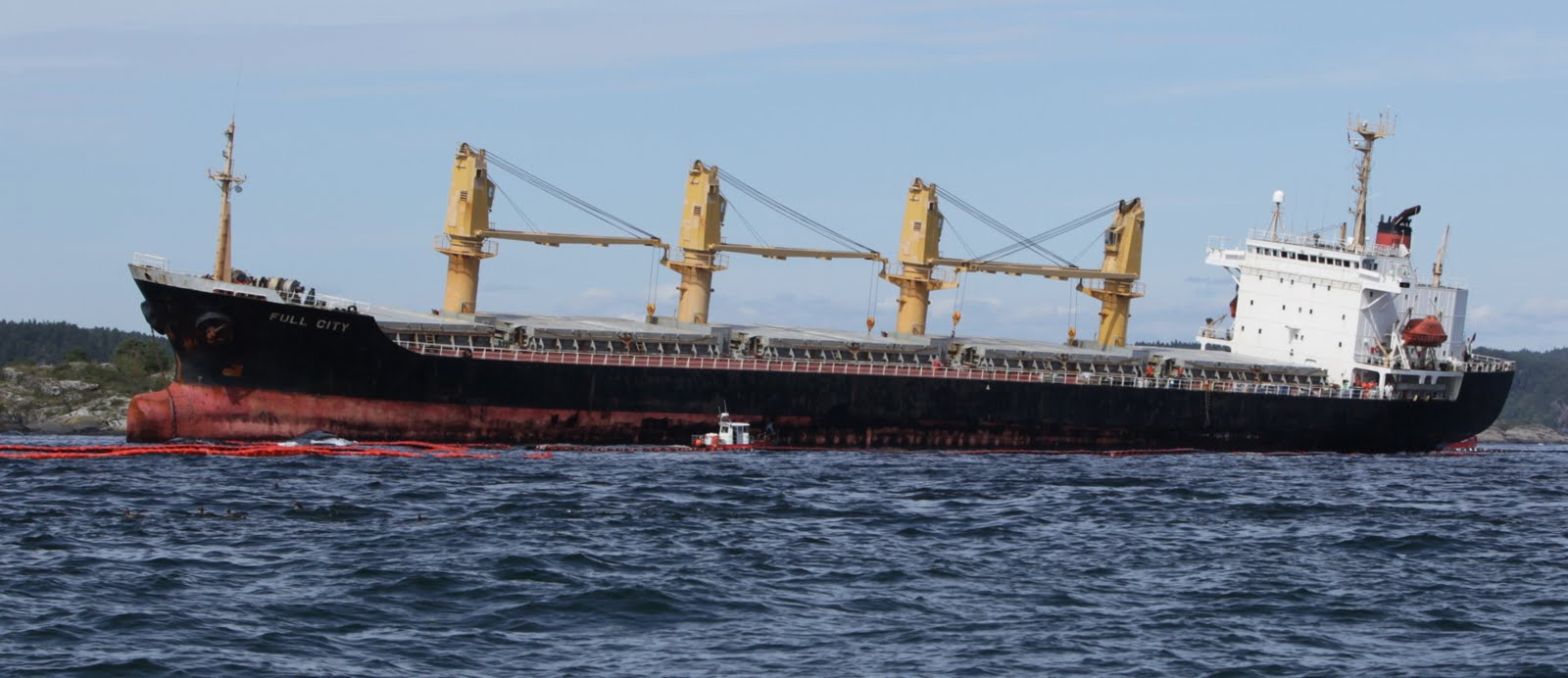
Full City på Såstein.

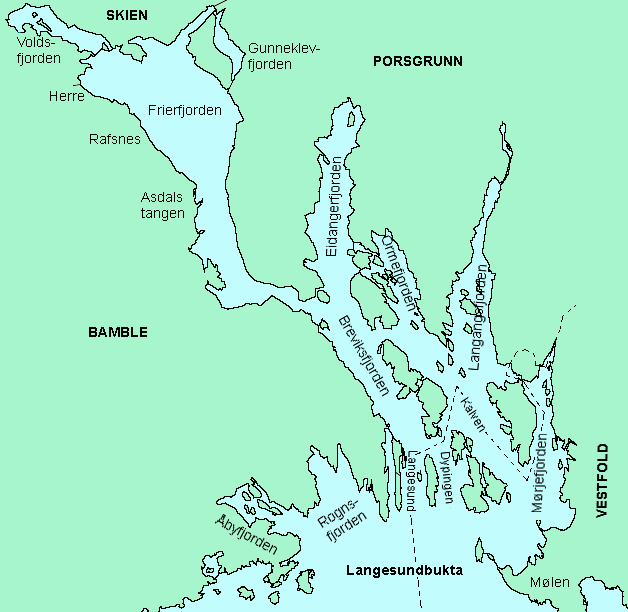
Såstein är ön till vänster om texten Langesundsbukta.

Full City är ett Panama-registrerat bulkfartyg byggt på Hakodate Dockyard Co. Ltd. i Hakodate på Hokkaidō i Japan 1995. Fartyget ägs av Cosco, ett kinesiskt rederi. Full City uppmärksammandes för en grundstötning vid Såstein söder om Langesund, i Norge, den 31 juli 2009 som medförde omfattande oljeutsläpp

## Grundstötningen vid Såstein 2009
Full City grundstötte efter att skeppet slet sig när det låg förankrat utanför Såstein. En lotsbåt observerade fartyget i drift. Klockan 00:40 kom anmälan till "Hovedredningssentralen".
Läckt olja hittades utanför Jomfruland utanför Kragerø vid Bamble. Norska Kustverket uppskattade mängden utsläppt olja till mellan 50 och 200 ton. Oljan var enligt Kustverket av typen IF 180. Längre söderut hittades även tunn oljefilm och några oljeklumpar.
Efter att fartyget bärgats fördes det till Göteborg den 13-15 september 2009 där hon lades upp i Cityvarvets stora flytdocka för besiktning och efterföljande reparation och återgick i trafik 2010.

### Konsekvenser av utsläppet
Redan första dagen tvingades Viltförvaltningen i Bambke avliva 120 fåglar . Med tiden förbjöds avskjutning av nedsmutsade fåglar varefter ambitionen istället var att försöka fånga och tvätta fåglarna.  Tre av arterna som drabbades av oljeutsläppet, tobisgrissla, skrattmås och fisktärna, var rödlistade i Norge och betraktades alltså som hotade. I delar av utsläppsområdet var så mycket som två tredjedelar av fågelbeståndet drabbat. En av de fågelarter som drabbades hårdast var ejder. Det uppskattades att 90% av de oljeskadade fåglarna var ejdrar. 
På grund av de topografiska förhållandena på platsen där stora delar av stränder och havsbotten består av rullsten tror vissa att det kan ta så mycket som 10-15 år innan alla skadeverkningar är borta.
Norska Kystverket bedömde att kostnaderna för sanering och bärgning kunde uppgå till så mycket som 200 miljoner norska kroner.. Andra bedömningar talar om så mycket som 500 miljoner.

## Piratattack 2011
5 maj 2011 mottog NATO:s anti-piratstyrka i Indiska Oceanen ett nödanrop från Full City som var under attack från pirater. Amerikanska flottenheter i form av hangarfartyget Carl Vinson och kryssaren Bunker Hill samt den turkiska fregatten Giresun sattes in för att avvärja attacken. Full City lokaliserades av ett spaningsflygplan från Indiens flotta. Giresun lade till vid Full City varvid den kinesiska besättningen fanns vara i besittning av sitt fartyg fortfarande. Bunker Hill fångade in en båt som bedömdes framföras av pirater.